# 寶血女修會

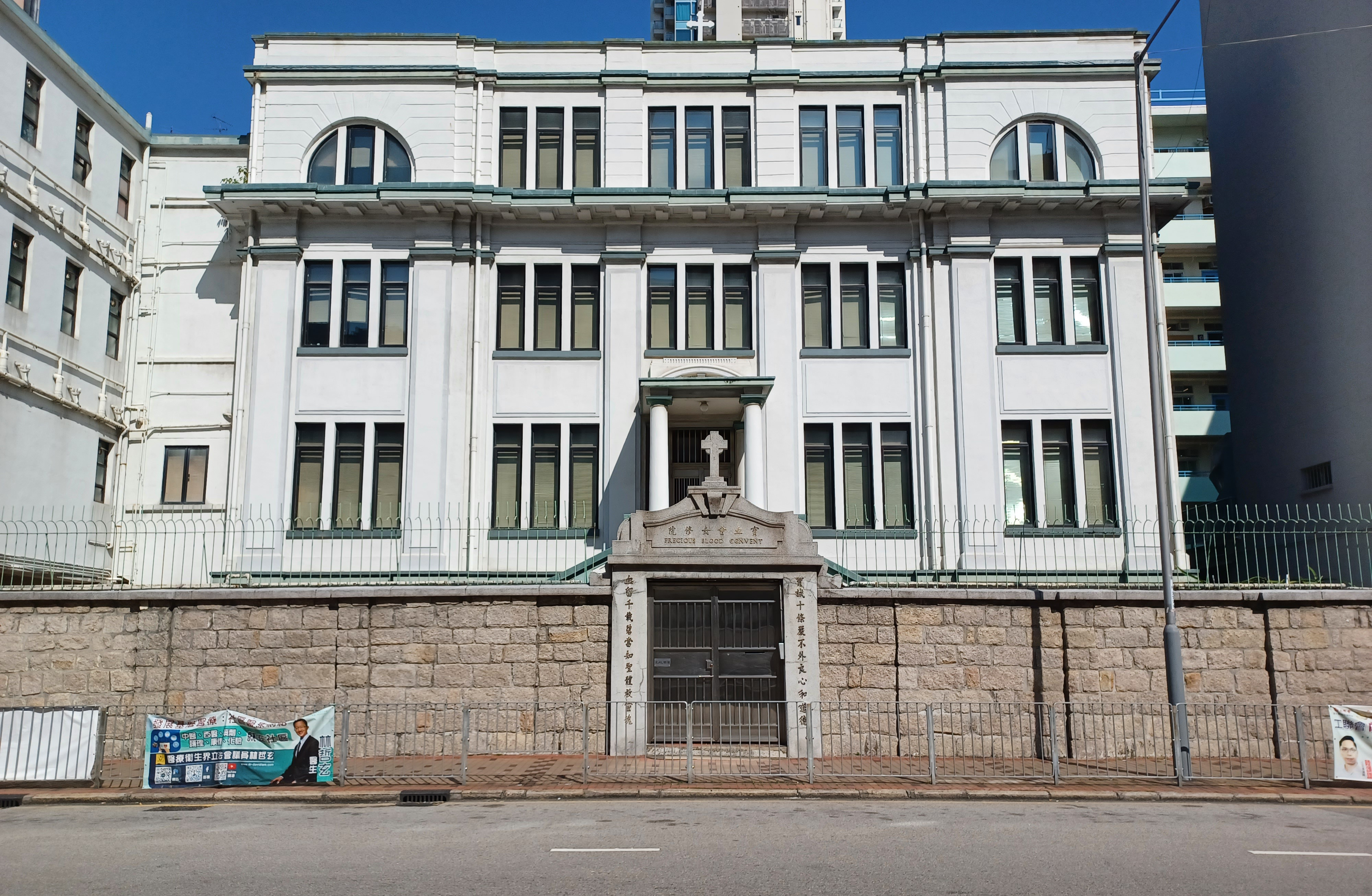
位於元州街的「寶血會女修院」（Precious Blood Convent）

中華耶穌寶血女修會（英語：Sisters of the Precious Blood），簡稱寶血女修會，得名於寶血，是香港慈善機構辦學團體，總部會址在新界粉嶺龍躍頭1號橋。

## 歷史
嘉諾撒仁愛女修會在1860年來華，翌年譚瑪達肋納及亞納進會，向中國婦女傳福音，組成嘉諾撒仁愛女修會第三會，稱為「寶血會傳教姑娘」，足跡遍及廣東沿岸以至湖北的漢口。1922年脫離嘉諾撒仁愛女修會獨立，成為國籍女修會，定名為「中華耶穌寶血女修會」或簡稱「寶血女修會」，首任會長為譚加辣修女。
獨立後的寶血女修會獲師多敏主教相助，借出筲箕灣第106地段幾間房屋，作為臨時的會院及學校之用，但過了兩個月就坍塌了，於是遷往聖十字架樓，成為獨立後第一座修院。1929年7月1日位於深水埗元洲街的母院落成，由恩理觉主教祝聖，7月19日教廷頒令正式准許寶血女修會成為香港代牧區的本地修會。

## 服務與工作

### 教區及堂區工作
寶血女修會為一傳教女修會，亦是一教區修會。

### 教育工作
寶血女修會初期的使徒工作，因應當時社會的需要而開辦女校和義學。先後計有：
- 正教學校（獨立之初，西灣河聖十字徑臨時修院旁）；

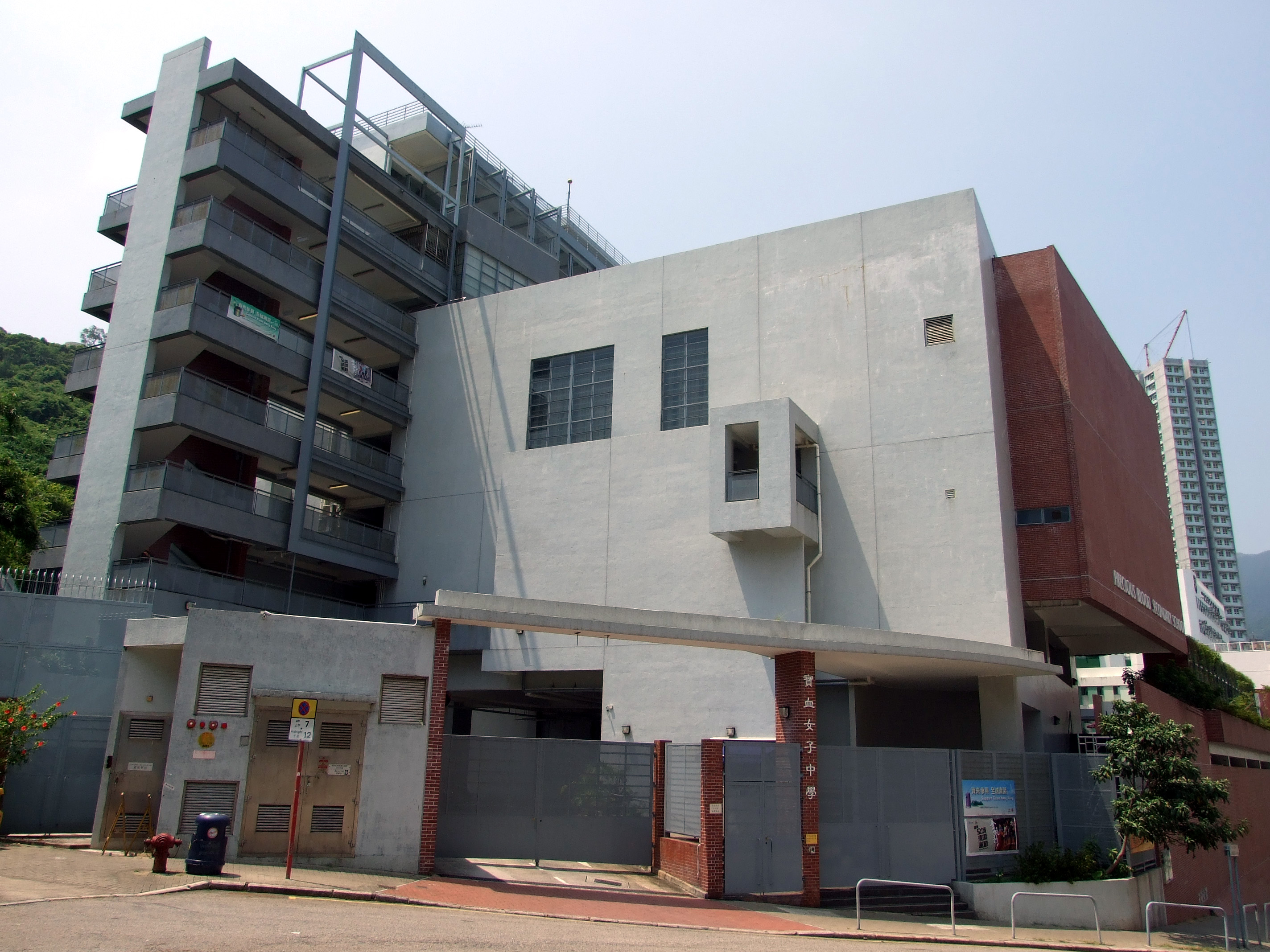
德貞女校（現今德貞女子中學）；
- 德嬰女校之第一、第二分校；
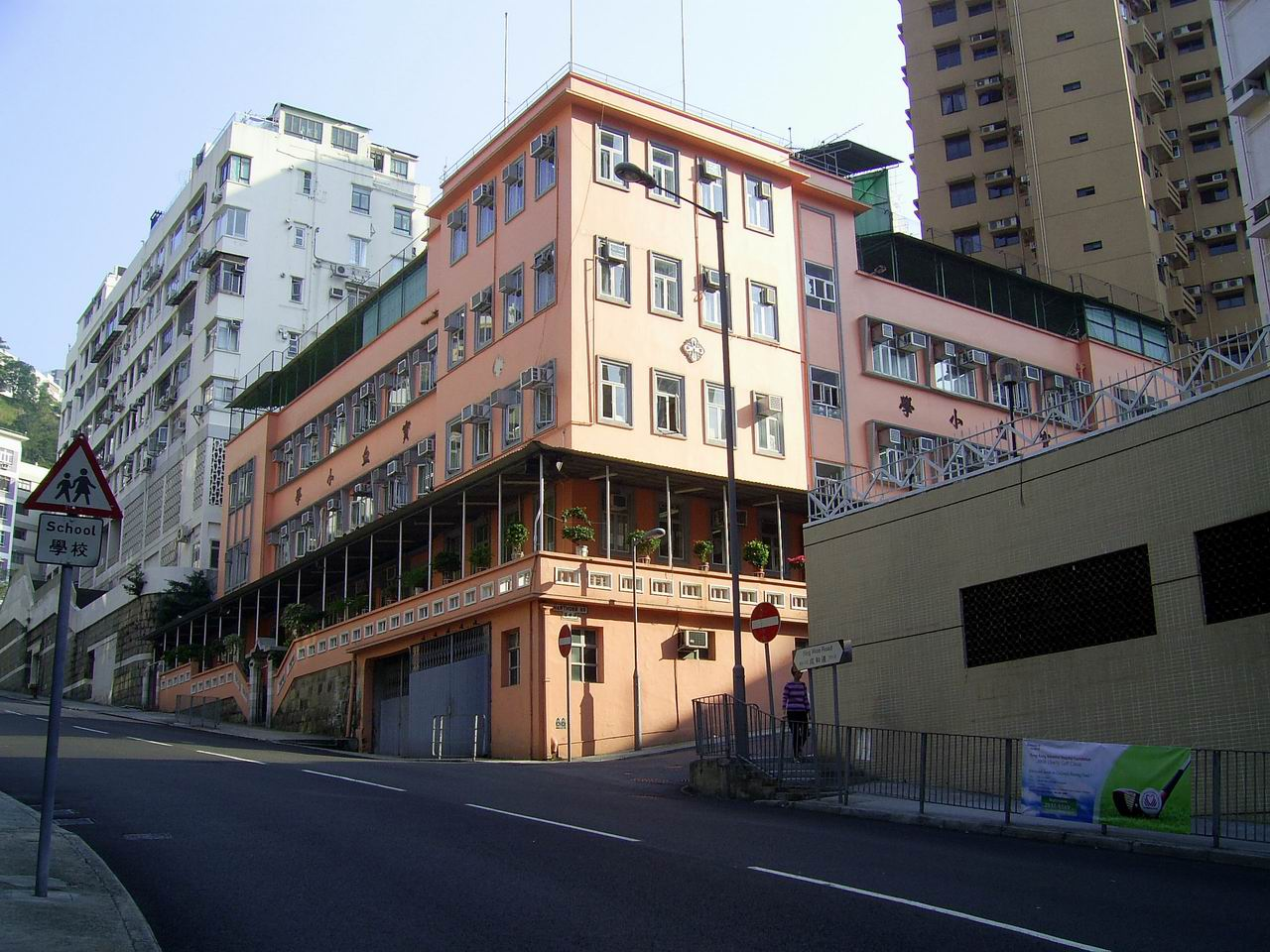
道志小學
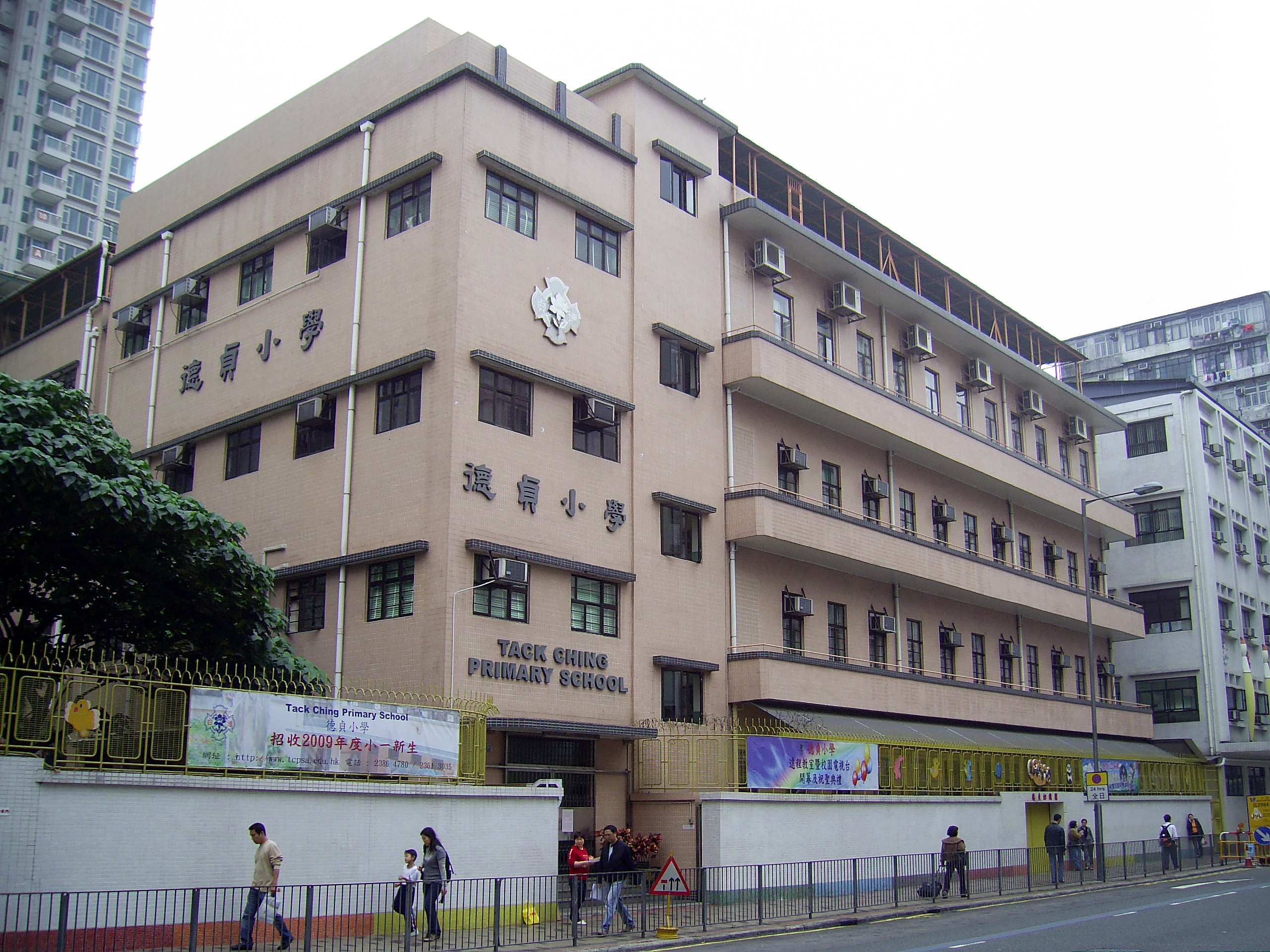
金禧中學（「金禧事件」在查出帳目混亂後被天主教香港教區接管；在1978年被查封並整頓後，易名德蘭中學）
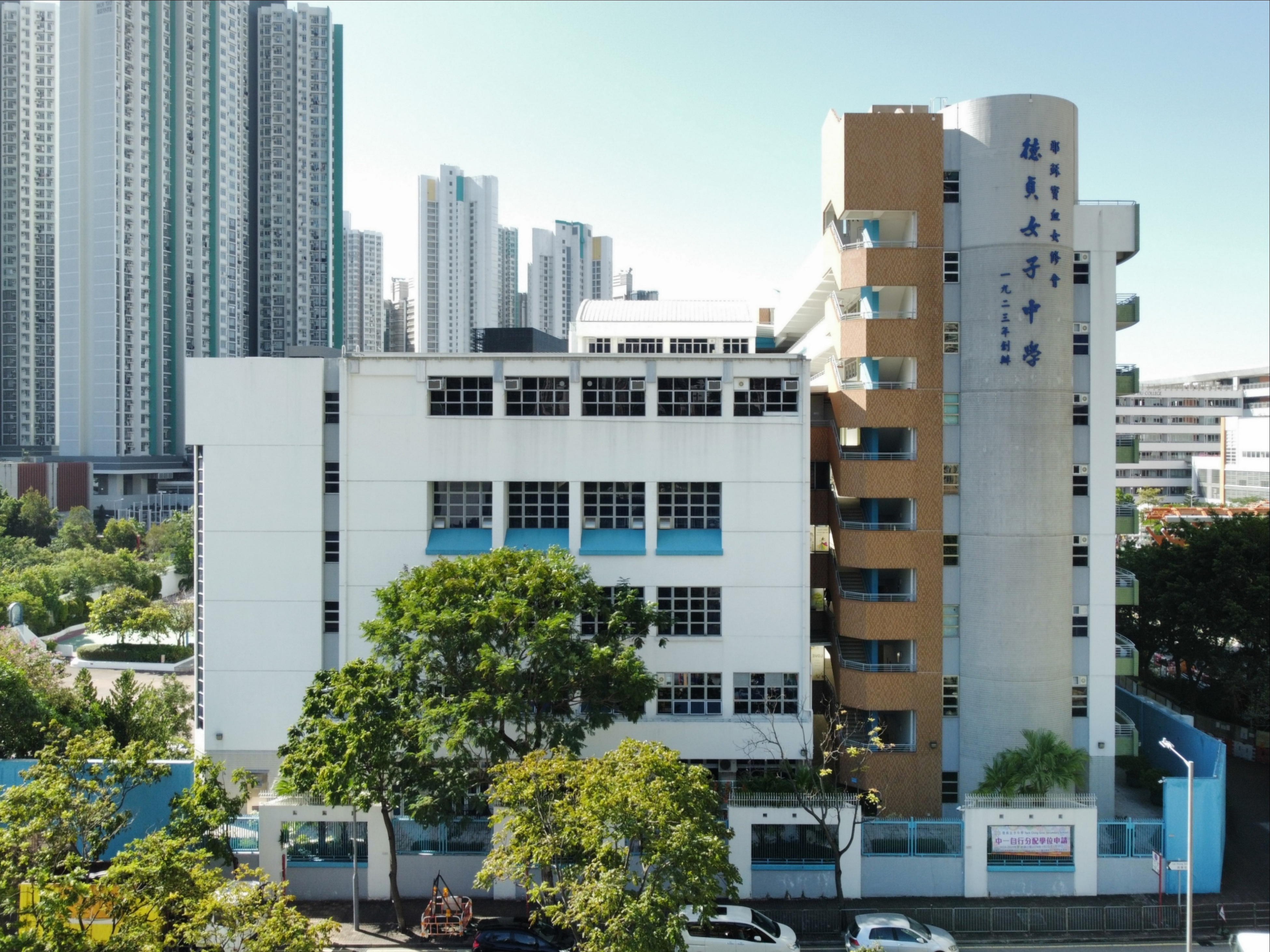
德貞女子中學
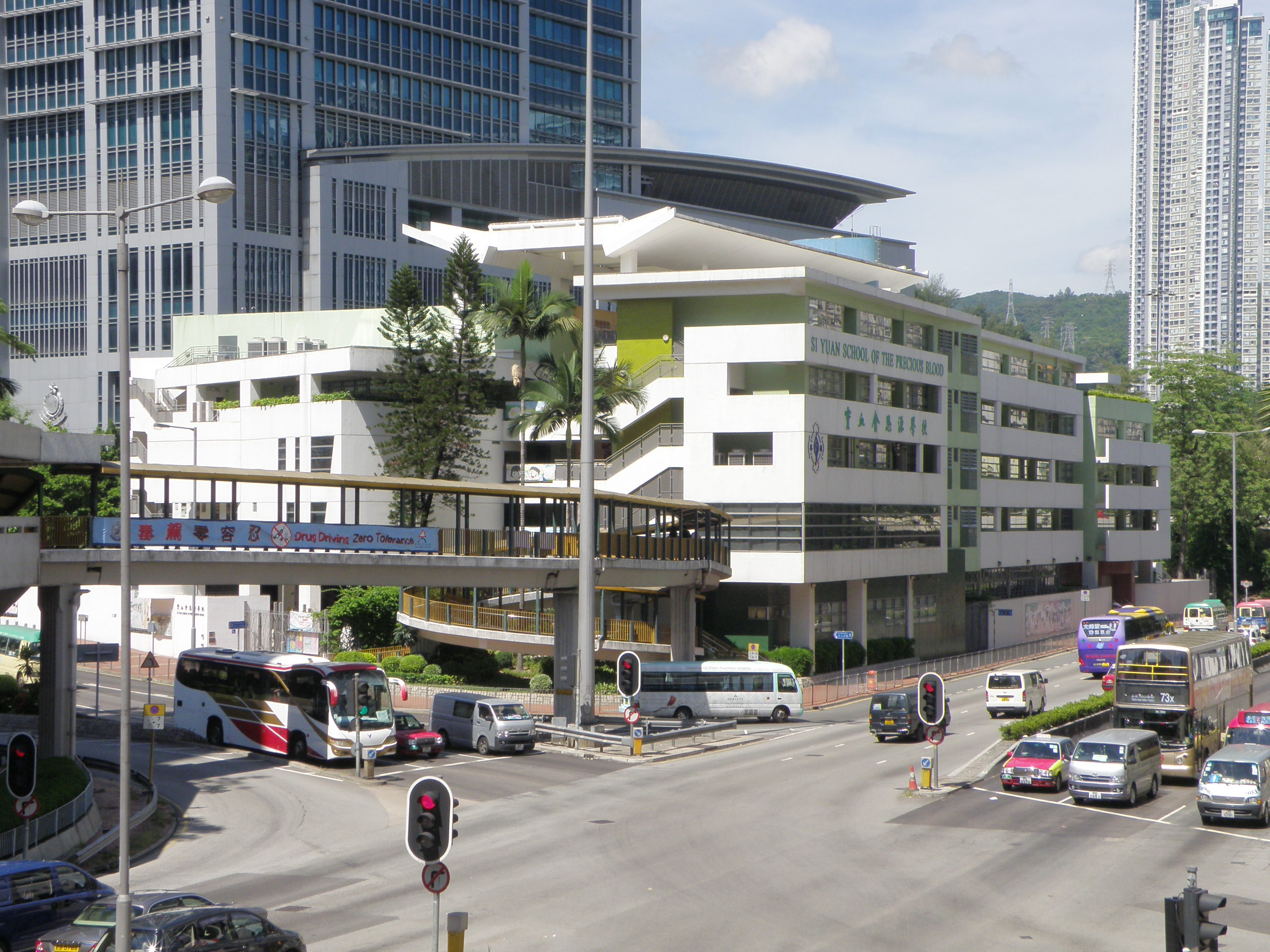
寶血會思源學校
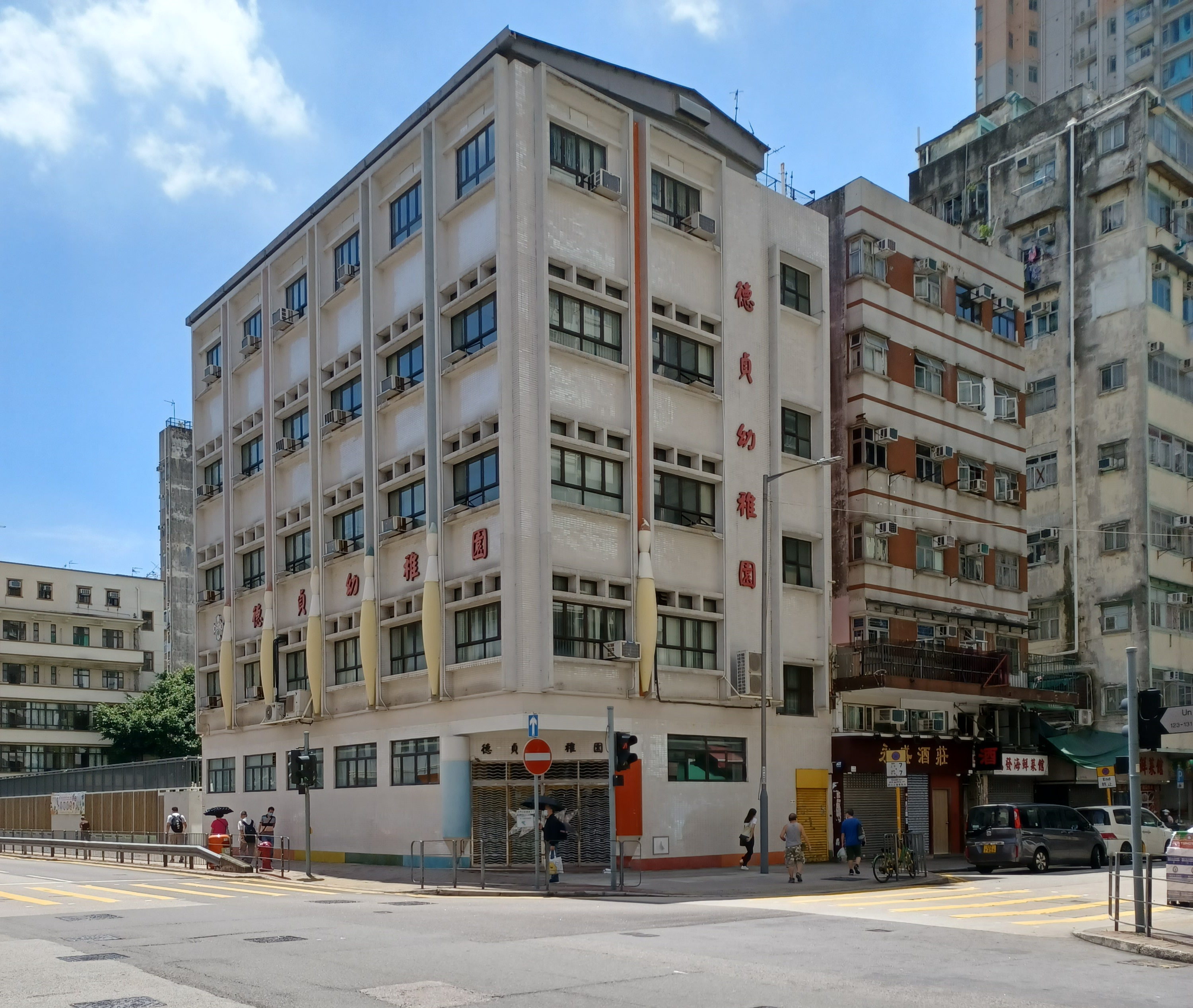
位於九江街的德貞幼稚園舊址

於2001年成立「教育事務處」，有系統地統籌寶血女修會的教育事業，現時於香港轄下共有3間中學、7間小學、兩間幼稚園及一間幼兒園，另於臺灣臺南轄有一間小學及一間幼稚園：
中學
1. 德貞女子中學（1923年創立）
2. 寶血女子中學（1945年創立）
3. 寶血會上智英文書院（1966年創立）

小學
1. 德貞小學（1923年創立，2016年停辦）
2. 寶血小學（1945年創立）
3. 寶血會培靈學校（1959年創立）
4. 華富邨寶血小學（1968年創立，將於2029年停辦）
5. 寶血會嘉靈學校（1969年創立）
6. 寶血會伍季明紀念學校（1984年創立）
7. 海怡寶血小學（2000年創立）
8. 寶血會思源學校（2009年創立）
9. 臺灣臺南市天主教私立寶仁國民小學 （页面存档备份，存于）[2]

幼稚園
1. 德貞幼稚園（1938年創立）
2. 寶血幼稚園（跑馬地）（1945年創立）
3. 寶血幼兒園（深水埗）
4. 臺灣臺南寶仁幼稚園

特殊照顧
1. 寶血兒童村

- 寶血女子中學
- 寶血小學
- 德貞小學
- 德貞女子中學
- 寶血會思源學校
- 位於九江街的德貞幼稚園舊址

### 醫療工作

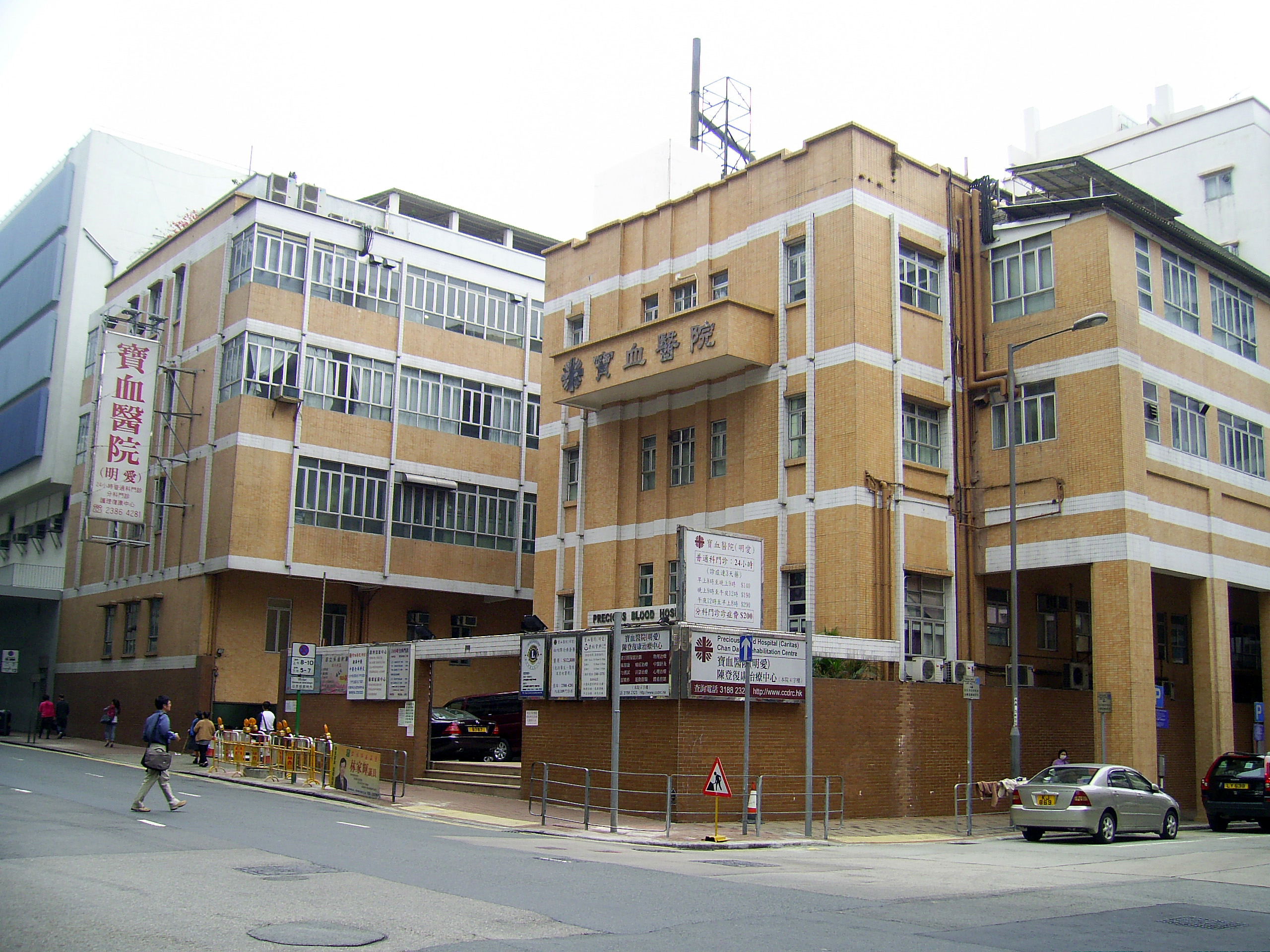
寶血醫院

1937年位於深水埗青山道的寶血醫院落成啟用，為一非牟利的醫療機構，於1993年交由明愛機構接管。

### 社會工作
寶血女修會創會之初，修女們特別關愛弱小婦孺。1931年將母院部份地方闢為患病兒童診治，贈醫施藥。1951年獲香港政府於深水埗元洲街撥地興建現今「寶血幼兒院」前身的孤兒院，專門收容棄嬰。翌年於新界粉嶺龍躍頭建成孤兒院，照顧年齡較大的孤兒，隨著香港社會轉型，該院已由收容孤兒，轉為照顧因家庭問題及其他原因未能獲得適當照顧6至18歲的女童。

### 靜院服務
寶血靜院共分為兩座，設有21間房間、聚會室4間、祈禱室兩間、閱讀室兩間等，可容納30人，專為繁忙的都市人提供一個退省靜修的地方。另有會議室，設有多媒體及即時傳譯系統，以供開會及研習會之用。

## 外部參考
- 寶血女修會官方網址 （页面存档备份，存于）
- 香港法例: 耶穌寶血女修會法團條例
- （页面存档备份，存于）